# Alexander Bălănescu
Alexander Bălănescu (ur. 11 czerwca 1954 w Bukareszcie) – rumuński skrzypek i kompozytor, jeden z założycieli kwartetu skrzypcowego związanego z Michael Nyman Band.
Studiował w Bukareszcie, Jerozolimie i Juilliard School. Od 1979 grał w Michael Nyman Band. Występował w Arditti Quartet w latach 1983–1985.

## Muzyka filmowa
- Anioły i owady